# O Advogado do Diabo (romance)
The Devil's Advocate (em português: O Advogado do Diabo) é um romance do escritor australiano Morris West publicado em 1959 e traduzido por Manuel Bandeira em 1964 com uma adaptação cinematográfica produzida em 1977.

## Enredo
Durante processo de canonização da Igreja Católica, um advogado do diabo visita uma cidade na região pobre do sul da Itália e descobre alguns problemas que poderiam impedir essa canonização. Mas, analisando o bem que esta canonização faria, ele pensa em não apontar estes fatos de sua investigação ao Vaticano. Sabendo que está prestes a morrer de uma doença muito grave, o advogado do diabo enfrenta sérios conflitos pessoais para tomar a sua decisão.[carece de fontes?]

## Prêmios
- James Tait Black Memorial Prize, 1959;[3][4]
- W. H. Heinemann Award[3]